# Cyanophrys
Cyanophrys là một chi bướm trong họ Lycaenidae.

## Các loài
- Cyanophrys acaste (Prittwitz, 1865)
- Cyanophrys agricolor (Butler & Druce, 1872)
- Cyanophrys amyntor (Cramer, 1775)
- Cyanophrys argentinensis (Clench, 1946)
- Cyanophrys banosensis (Clench, 1944)
- Cyanophrys bertha (Jones, 1912)
- Cyanophrys crethona (Hewitson, 1874)
- Cyanophrys fusius (Godman & Salvin, [1887])
- Cyanophrys goodsoni (Clench, 1946)
- Cyanophrys herodotus (Fabricius, 1793)
- Cyanophrys longula (Hewitson, 1868)
- Cyanophrys miserabilis (Clench, 1946)
- Cyanophrys pseudolongula (Clench, 1944)
- Cyanophrys remus (Hewitson, 1868)
- Cyanophrys roraimiensis Johnson & Smith, 1993
- Cyanophrys velezi Johnson & Kruse, 1997